# Grafo nomeado

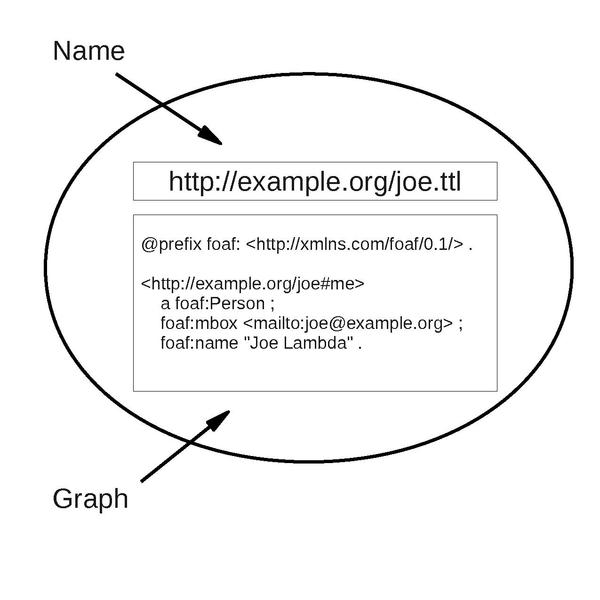
Um gráfico nomeado (imagem em inglês)

Gráfos nomeados são um conceito-chave da Web Semântica, se referindo a um conjunto de afirmações em  RDF (um grafo ) é identificado usando uma URI.   Isso permite que  permitindo que esse contudo seja descrito com metadados como informação de proveninência e contexto . 
Os grafos nomeados são uma extensão simples do modelo de dados RDF  criando um meio eficaz de distinguir entre grafos criados com RDF após publicado na Web em geral. 

## Gráfos nomeados e HTTP
Uma forma de entender a Web é como uma rede de documentos identificados com URIs (nós) e conectados por hiperlinks expressos nos documentos HTML (arestas) . Usando os comando GET (do protocolo HTTP) em um URI (geralmente por meio de um navegador da Web ), documentos relacionados podem ser recuperado. Essa abordagem também se aplica aos documentos RDF na Web na forma de "Linked data" (dados vinculados), onde a RDF é usada para expressar dados como uma série de afirmações e os URIs no RDF apontam para outros recursos. Essa rede de dados foi descrita por Tim Berners-Lee como o "Grafo Global Gigante". 

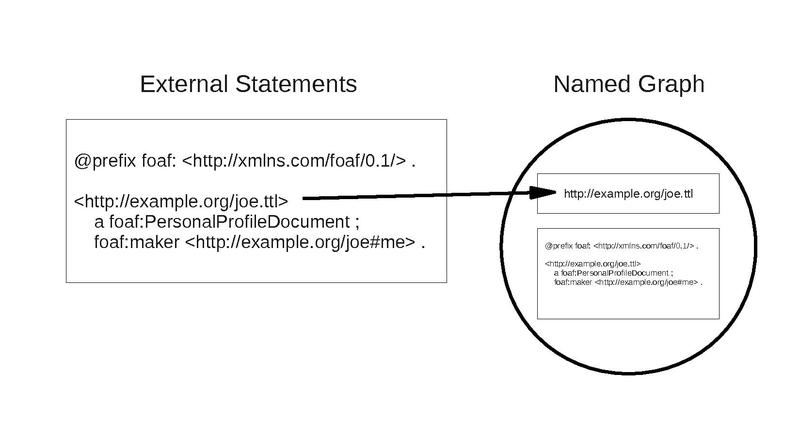
Descrevendo um grafo nomeado (inglês)

## Gráficos nomeados e  RDF stores
Embora os grafos nomeados possam aparecer na Web como documentos vinculados simples (Linked Data), eles também são  úteis para gerenciar conjuntos de dados em uma base de dados em RDF (triplestore) Em particular, o escopo de uma consulta SPARQL pode ser limitado a um conjunto específico de gráficos nomeados. 

### Exemplo
Suponha que o seguinte documento RDF (Turtle) tenha sido colocado em uma loja compatível com SPARQL com o nome http://example.org/joe  . 
```
@prefix
 
foaf:
 
<http://xmlns.com/foaf/0.1/>
 
.

<http://example.org/joe#me>
 
a
 
foaf
:
Person
 
.

<http://example.org/joe#me>
 
foaf
:
homepage
 
<http://example.org/joe/index.html>
 
.

<http://example.org/joe#me>
 
foaf
:
mbox
 
<mailto:joe@example.org>
 
.

<http://example.org/joe#me>
 
foaf
:
name
 
"Joe Lambda"
 
.

```

O código acima foi escrito de uma forma mais detalhada do que o necessário para mostrar as estruturas triplas. 

A página inicial da pessoa com o endereço de email mailto:joe@example.org  pode ser obtida usando a consulta SPARQL : 
```
PREFIX
 
foaf
:
 
<http://xmlns.com/foaf/0.1/>

SELECT
 
?homepage

FROM NAMED
 
<http://example.org/joe>

WHERE
 
{

	
GRAPH
 
?g
 
{

		
?person
 
foaf
:
homepage
 
?homepage
 
.

		
?person
 
foaf
:
mbox
 
<mailto:joe@example.org>
 
.

	
}

}

```

 O FROM NAMED  identifica o grafo de destino para a consulta. 

### Grafos nomeados e quadras
Antes da publicação dos trabalhos que descreviam gráficos nomeados, houve uma discussão  sobre o cumprimento de seu papel dentro de uma base de dados triple store, usando uma aridade acima da das declarações triplas do RDF:  
onde os triplos tivessem a forma sujeito  - predicado - objeto,  as quadras deveriam tenha um formulário ao longo das linhas de sujeito - predicado - objeto - contexto . Os grfos nomeados podem ser representados dessa maneira, como sujeito - -predicado - objeto - nomedografo, com a vantagem de a parte nomedografoser um URI, fornecendo o escopo global da Web quad em comparação com os nomes de instruções locais arbitrários. Esta maneira de representar quadra foram incorporadas na especificação dos N-Quads . 

## Definição formal
Um artigo da conferência WWW 2005 de Carroll et al. inclui uma definição formal de grafos nomeados. 

## Especificações
Atualmente, não existe uma especificação para gráficos nomeados em si mesmos além do descrito em Carroll et al. (2005)  e Carroll e Stickler (2004)  (que inclui sintaxes para representar grafos nomeados), mas fazem parte da especificação do protocolo SPARQL e da linguagem de consulta RDF. 

## Especificações propostas
- TriX - Gráficos nomeados em XML
- TriG - Gráficos nomeados em Turtle
- N-Quads - Gráficos nomeados em N-Triples